# قائمة القنوات التلفزيونية السودانية
قائمة القنوات التلفزيونية السودانية المتاحة

جميع الترددات على القمر نايلسات للعام يوليو 2021م

| القناة            | المالك            | التردد | معدل الترميز | الاستقطاب! |
| ----------------- | ----------------- | ------ | ------------ | ---------- |
| قناة السودان      | الحكومة السودانية | 11746  | 27500        | V          |
| قناة طيبة         | عبد الحي يوسف     | 11526  | 27513        | H          |
| قناة امدرمان      | حسين خوجلي        | -      | -            | -          |
| قناة الخرطوم      | -                 | 12688  | 30000        | V          |
| قناة النيل الازرق | -                 | 12688  | 30000        | V          |
| قناة سودانية 24   | -                 | -      | -            | -          |
| قناة الشروق       | -                 | -      | -            | -          |
| قناة الهلال       | -                 | 12207  | 27492        | V          |
| راديو دبنقا       | -                 | 12604  | 27500        | V          |
| السودان الان 24   | -                 | 10922  | 27500        | V          |
| الشمالية          | -                 | 12688  | 30000        | V          |
| قناة كسلا         | -                 | 12608  | 27500        | V          |

## وصلات خارجية
- موقع قناة السودان
- سودانية 24
- موقع قناة النيل الازرق